# Friedhof Neustrelitz

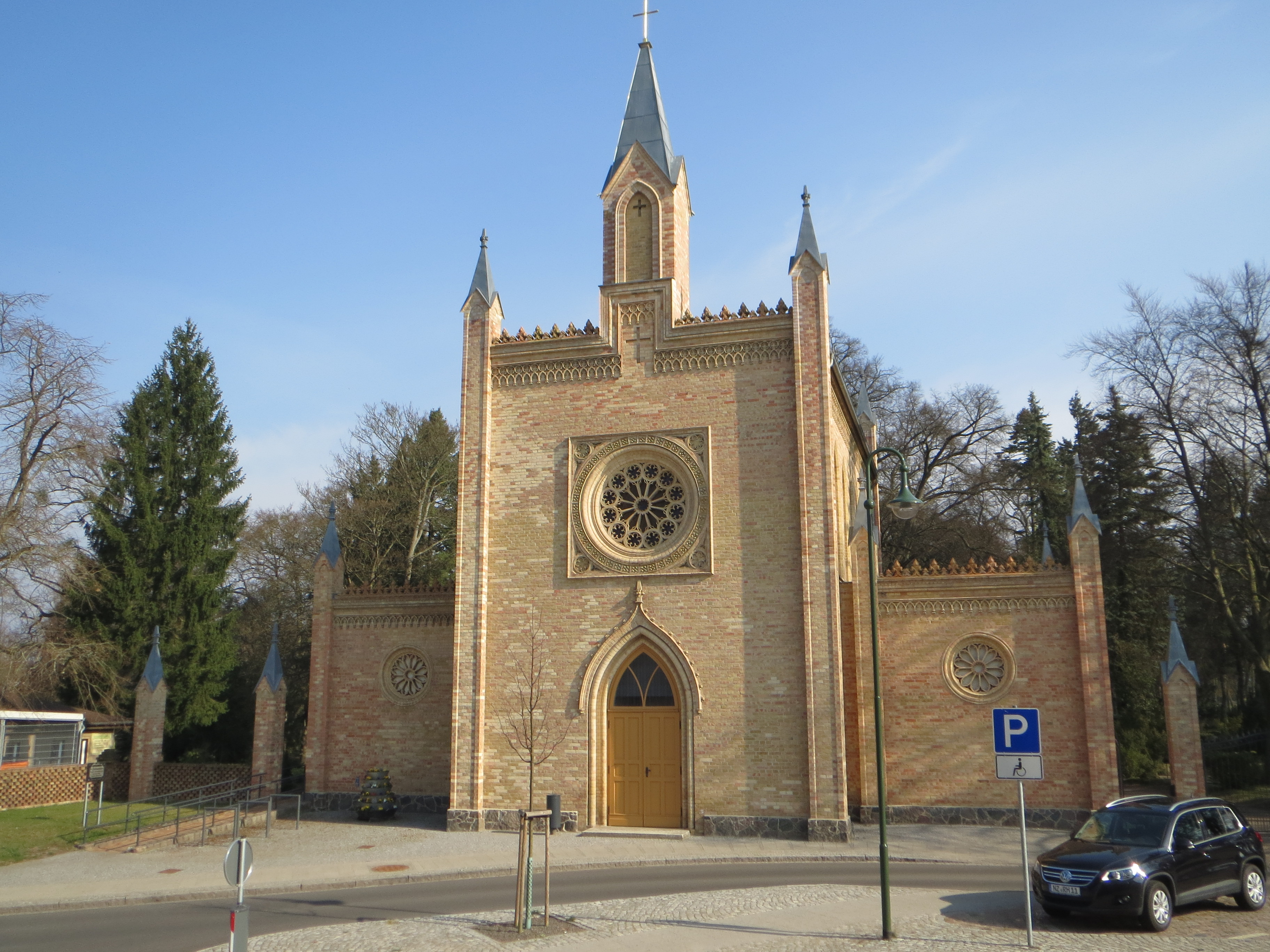
Kapelle

Der Neue Friedhof Neustrelitz in Neustrelitz (Mecklenburg-Vorpommern), Hohenzieritzer Straße / Dr.-Schwentner-Straße, stammt aus der Mitte des 19. Jahrhunderts; die Kapelle wurde 1850 gebaut.
Der Friedhof steht unter Denkmalschutz.

## Geschichte

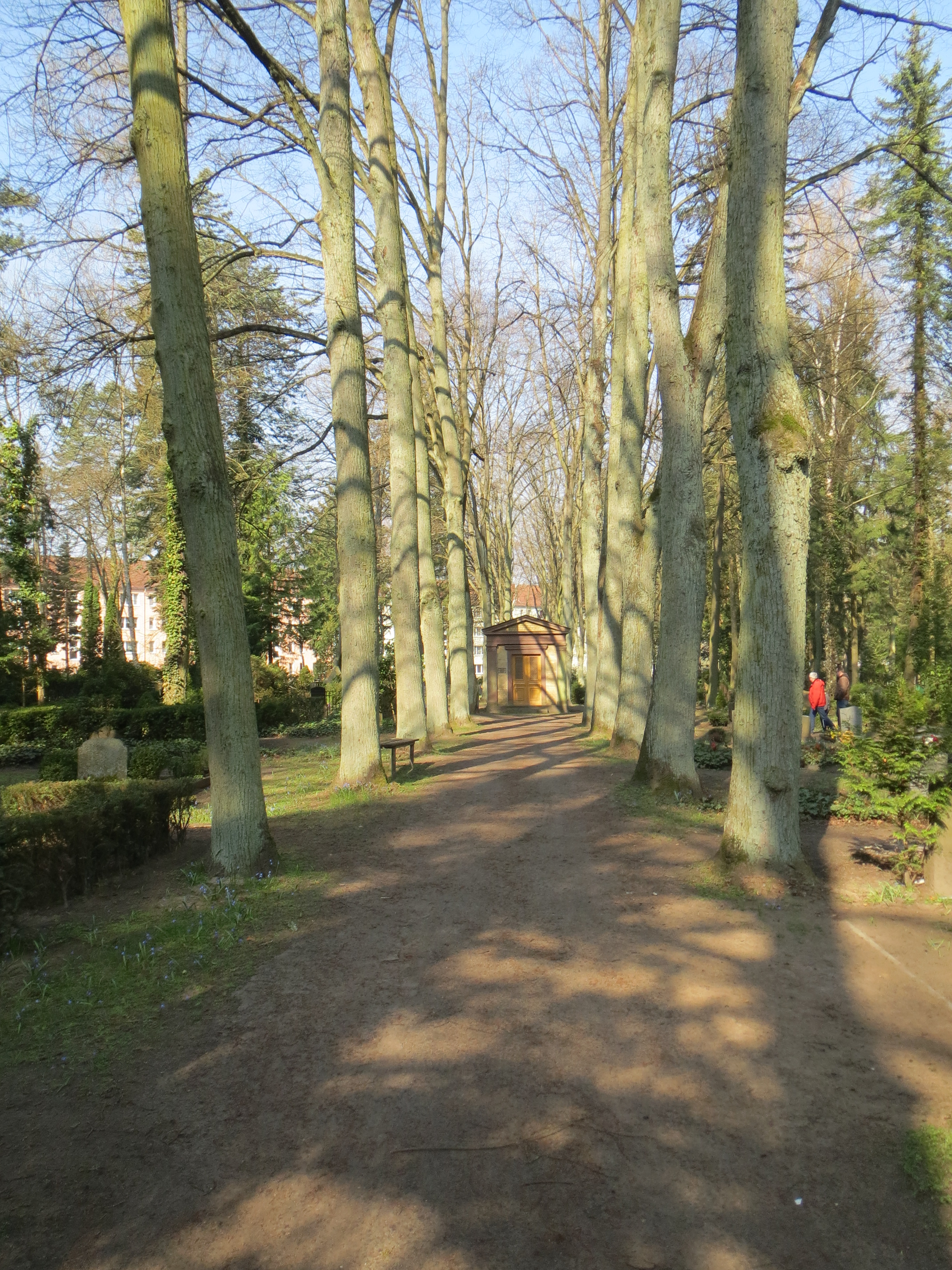

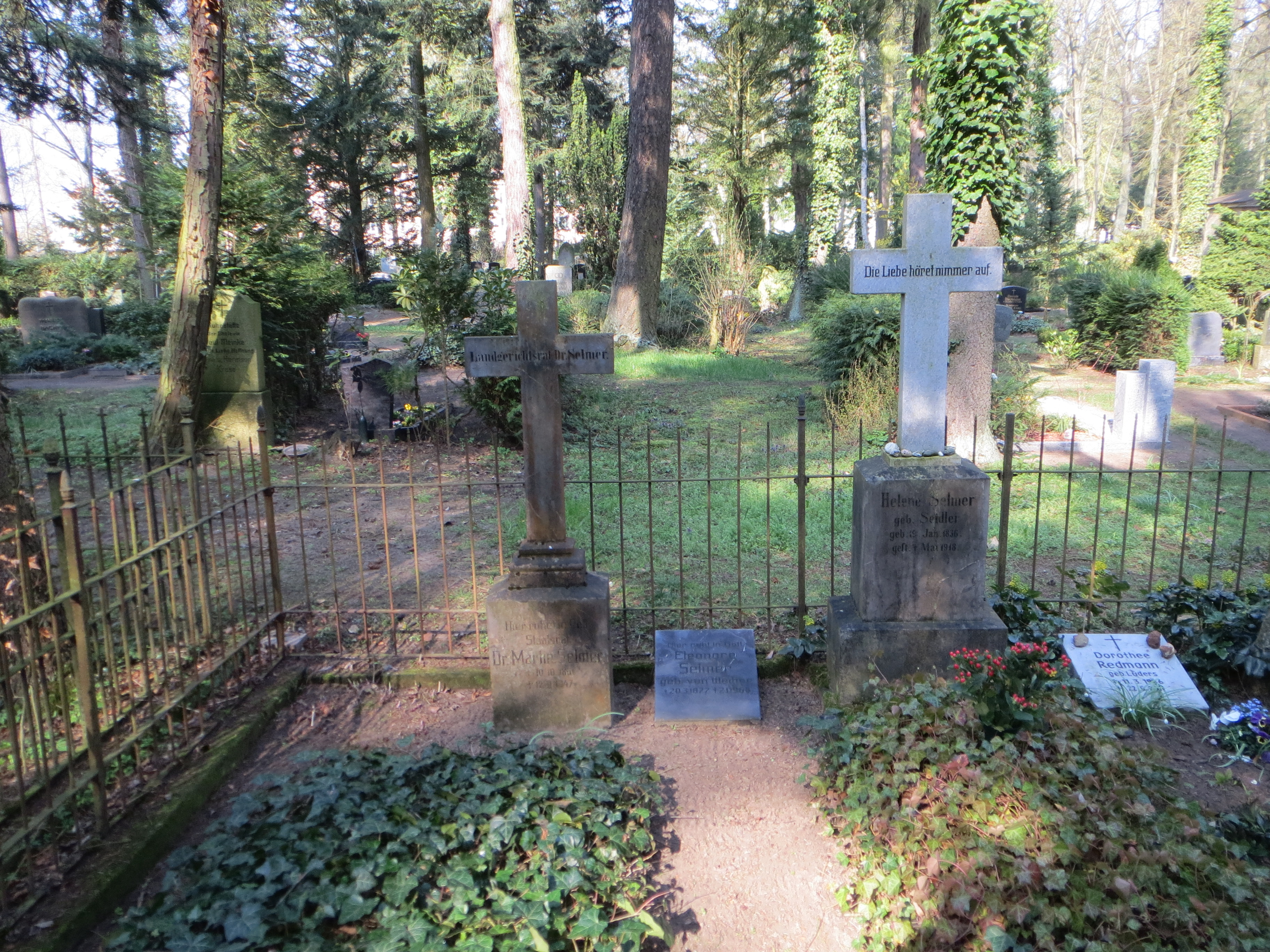

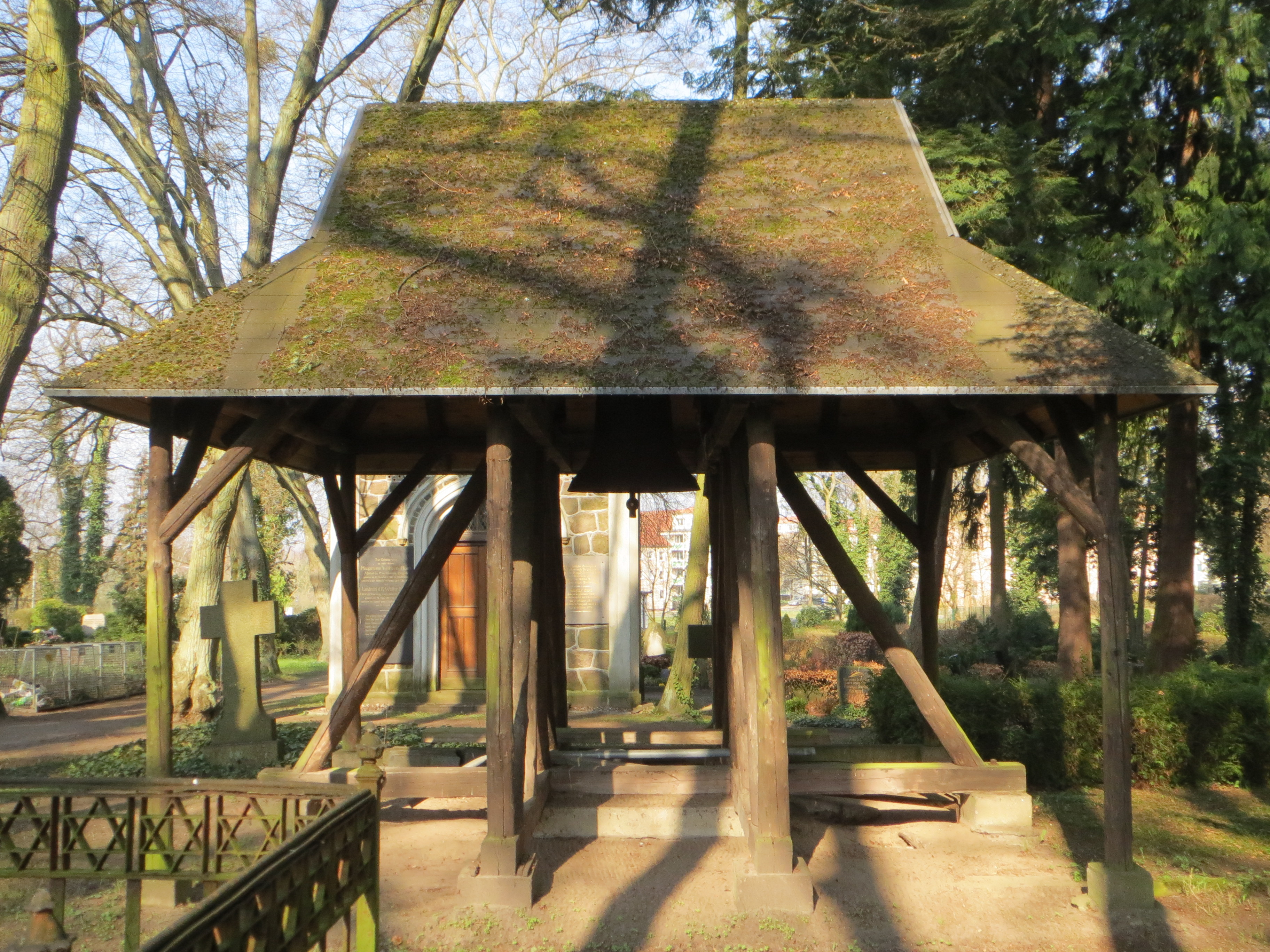
Glocke

Die Residenzstadt Neustrelitz mit 20.151 Einwohnern (2020) wurde erstmals 1732 erwähnt.
Nach Stadtgründung im 18. Jahrhundert wurde zunächst ein erster Friedhof in der Glambecker Straße angelegt, der schnell an Kapazitätsgrenzen stieß. Das Gelände wurde 1803 Standort des Gymnasiums Carolinum; seit der Verlegung der Schule 1922 Altes Carolinum.
In den 1760er Jahren entstand ein Friedhof (Alter Friedhof) in zentraler Lage der Stadt zwischen Strelitzer Straße, Kasernenstraße und Augustastraße, der aufgrund der Stadtentwicklung schon Mitte des 19. Jahrhunderts wieder aufgelassen wurde. Am Rande dieses Friedhofs entstand ab 1846 die Kaserne Neustrelitz. Der Friedhof selbst blieb als Parkfläche mit einzelnen historischen Grabmalen bis 1945 erhalten. Heute erinnert nur noch ein Mausoleum neben dem ehemaligen Kanonen- und Wagenhaus an diesen Friedhof.
Der neue städtische Friedhof (heute: Parkfriedhof) wurde deshalb im Nordosten der Stadt angelegt. Die Anlage ist geprägt von ihrem rasterartigen Wegesystem mit altem Baumbestand.
Auf dem Parkfriedhof befinden sich
- die neogotische Friedhofskapelle von 1850 an der Dr.-Schwentner-Straße nach Plänen von Landesbaumeister Friedrich Wilhelm Buttel
- vier Portalpfeiler
- fünf Mausoleen, u. a. der Familien Rust, F. W. Buttel und Bürgermeister Buttel
- der Gedenkstein für die Bürger, die am Ende des Zweiten Weltkrieges den Freitod wählten
- die Grab- und Gedenkstätte mit Granitkreuz und Grabsteinen für die Gefallenen des Ersten und Zweiten Weltkrieges
- die Gedenktafel für den Pfarrer und Antifaschisten Dr. Schwentner (1891–1944)
- das Grabmal der Familie Ahlgrimm
- die Statue auf dem Grab der Familie Stegemann
- die Statue auf dem Grab des Ehepaars Lampe
- die Statue auf dem Grab des Brauereibesitzers Fingerlin
- der Grabstein vom Husar Joachim Christian Timm
- die Grabstätten von Adolf Hollnagel, Walter Karbe, Robert Kühl, Gotthold und Helene Rahmmacher, Adolph Rudolphi, Eckhard Unger, Annalise Wagner und Daniel Zander.

Das Friedhofsamt befindet sich in der Dr.-Schwentner-Straße 47.
In Neustrelitz bestehen zudem der
- Jüdische Friedhof von 1811, Augustastraße
- Friedhof Am Kaulksee 1
- Friedhof an der Carl-Meier-Straße
- Friedhof Alt-Strelitz
- Kirchhof Fürstensee
- Friedhof Langhagen mit Friedhofskapelle
- Friedhof Zierke, An der Kirche
- Sowjetischer Militärfriedhof als Ehrenfriedhof für Soldaten der Roten Armee, Hertelstraße 11a am Schlossgarten

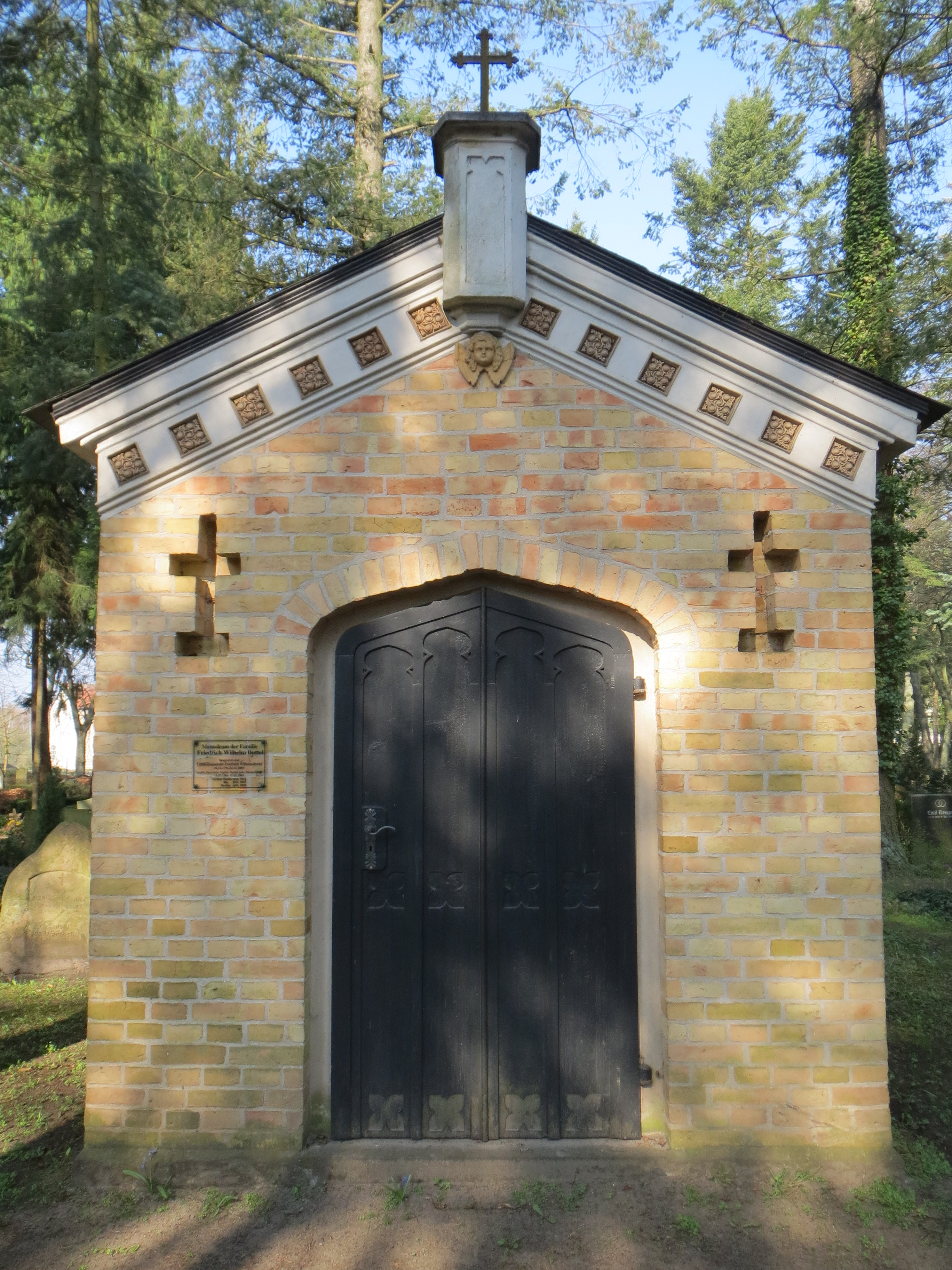
Mausoleum für Friedrich Wilhelm Buttel
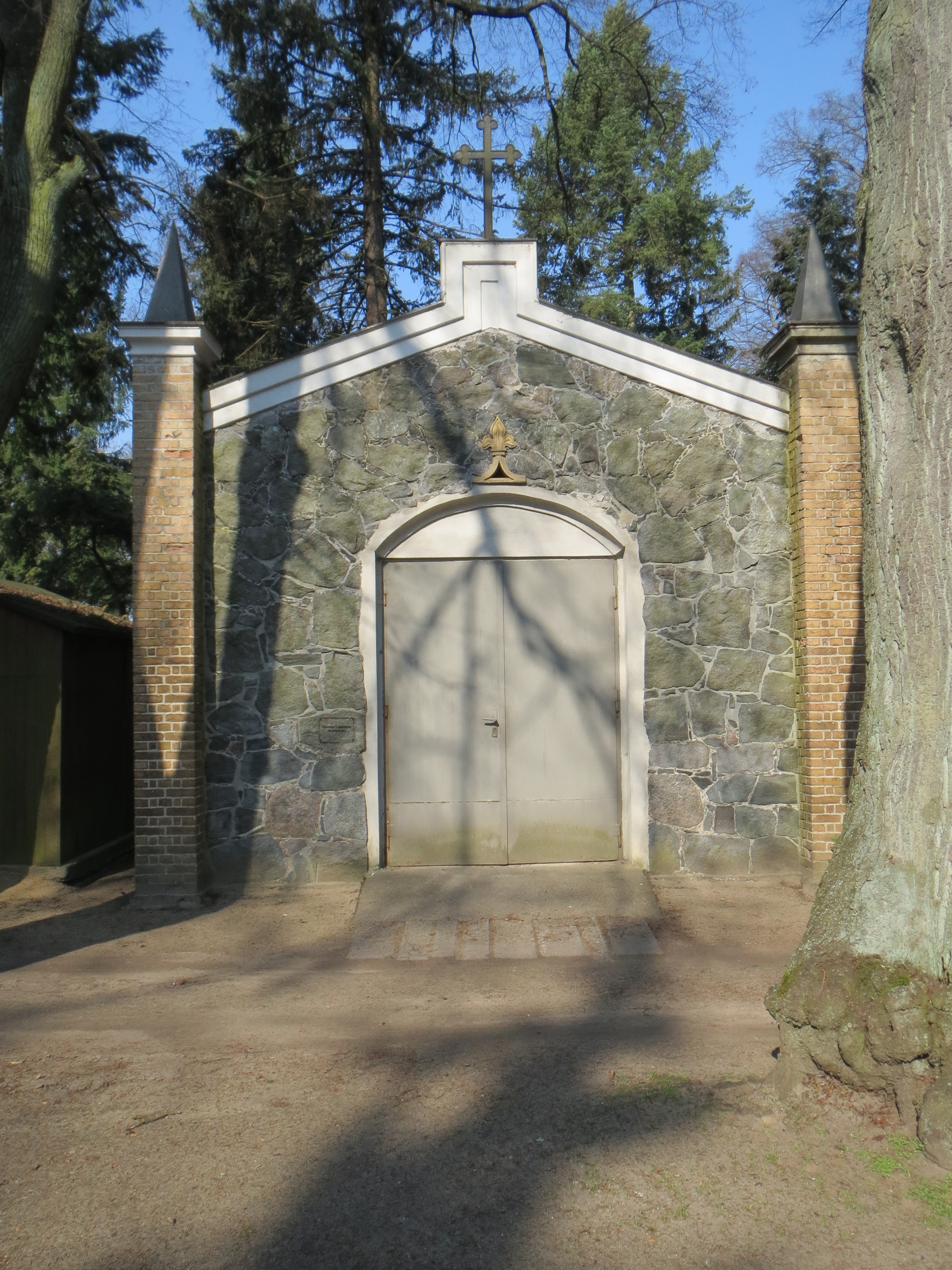
Mausoleum
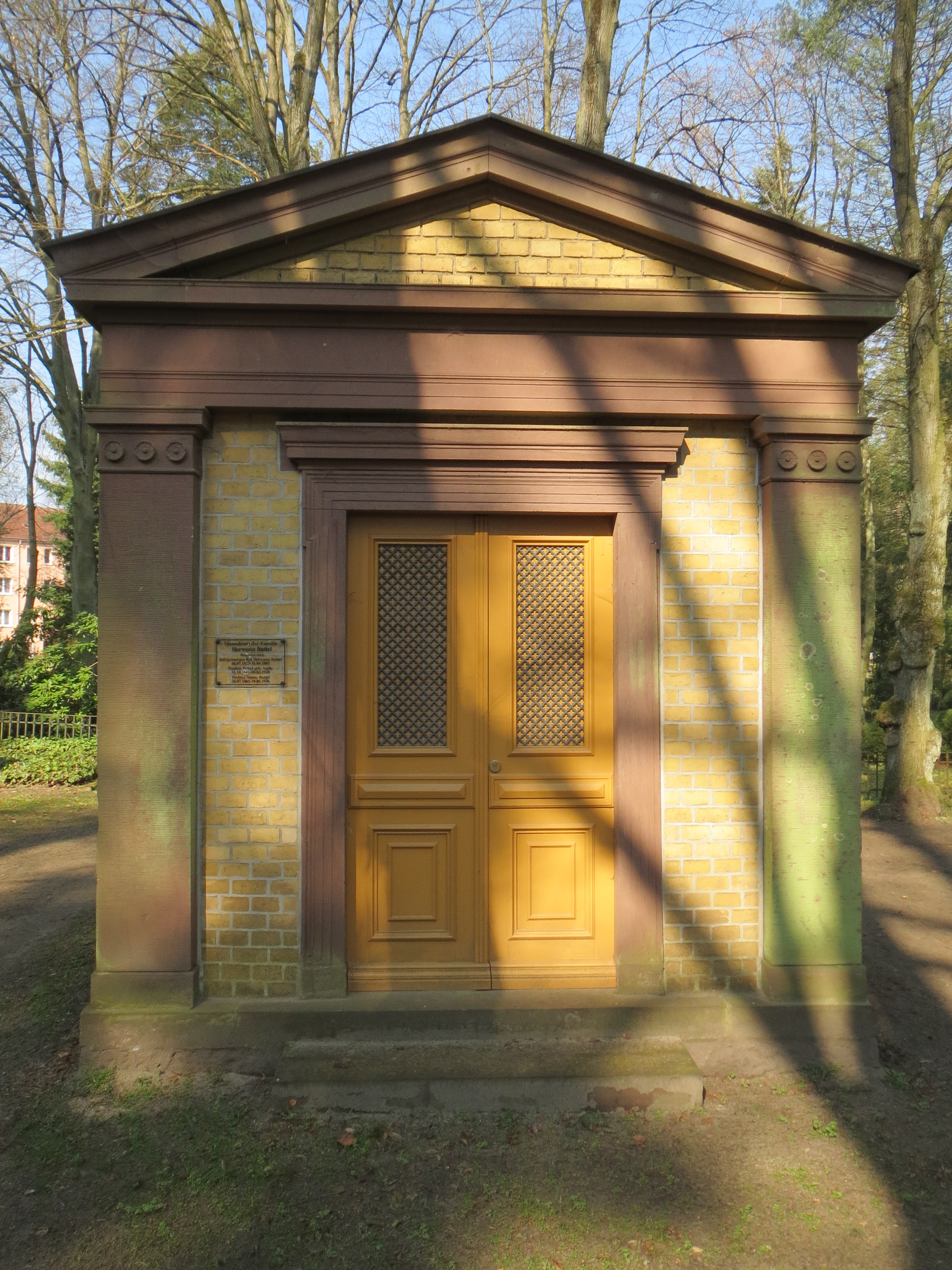
Mausoleum Bürgermeister Hermann Buttel
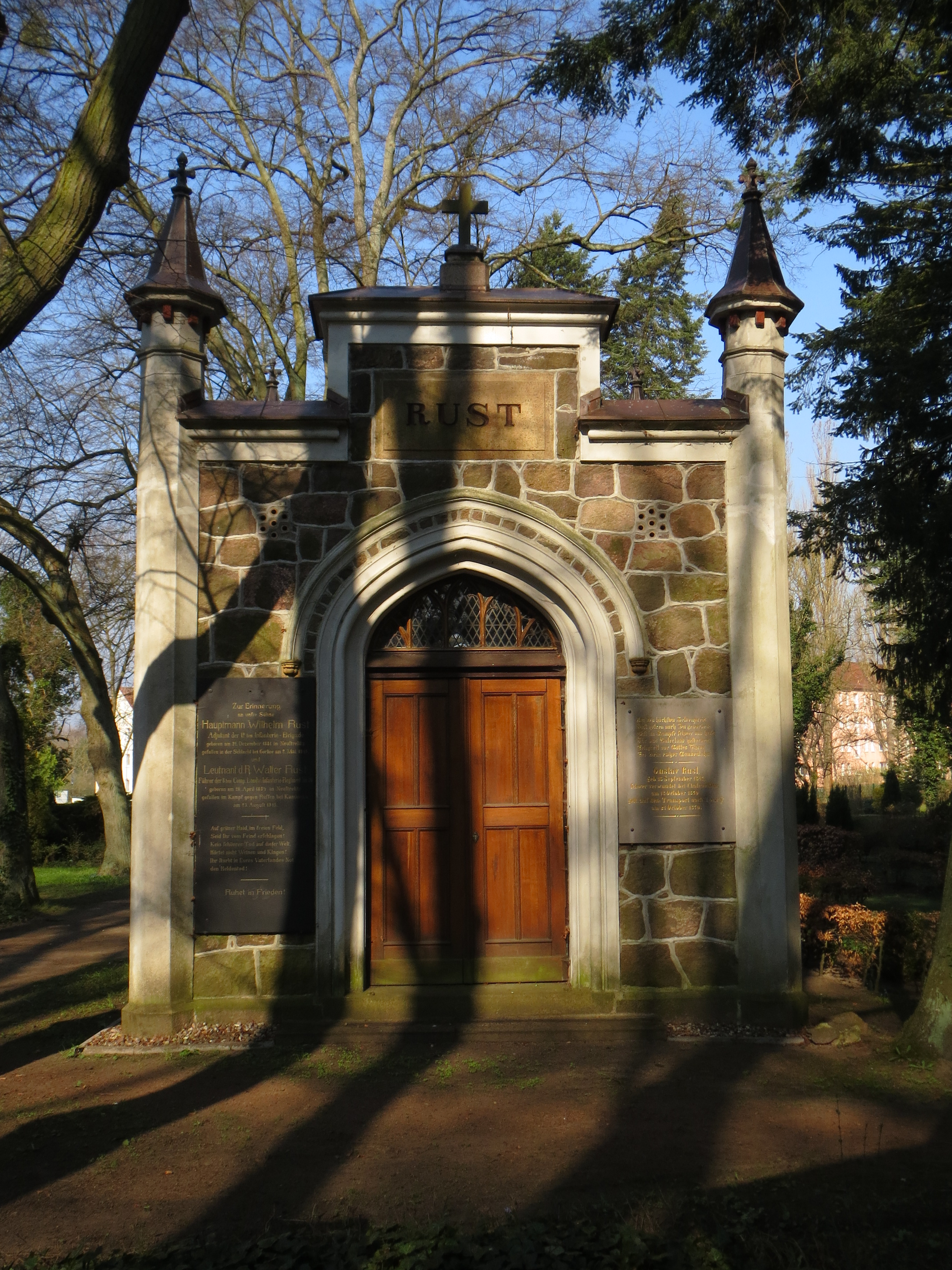
Mausoleum Familie Rust